# Blažkov
Blažkov település Csehországban, a Žďár nad Sázavou-i járásban. Blažkov Rožná, Strážek, Dolní Rožínka, Horní Rožínka, Zvole és Mirošov településekkel határos. Lakosainak száma 274 fő (2024. január 1.).

## Népesség
A település lakosságának változását az alábbi diagram mutatja:
| Lakosok száma | 527  | 502  | 391  | 272  | 311  | 304  | 293  | 284  | 276  | 274  |
|               | 1869 | 1890 | 1921 | 1950 | 1980 | 2001 | 2017 | 2019 | 2022 | 2024 |